# Јувалди (Тексас)
Јувалди (енгл. Uvalde) град је у америчкој савезној држави Тексас. По попису становништва из 2020. у њему је живело 15.217 становника.

## Демографија
Према попису становништва из 2010. у граду је живело 15.751 становника, што је 822 (5,5%) становника више него 2000. године.
| Група             | 2000.          | 2010.          |
| Белци             | 3.470 (23,2%)  | 3.125 (19,8%)  |
| Афроамериканци    | 70 (0,5%)      | 129 (0,8%)     |
| Азијати           | 72 (0,5%)      | 104 (0,7%)     |
| Хиспаноамериканци | 11.268 (75,5%) | 12.346 (78,4%) |
| Укупно            | 14.929         | 15.751         |